# 臺灣文藝 (臺灣文藝社)
臺灣文藝由「臺灣文藝社」發行的文藝雜誌，明治35年（1902年）創刊。

## 館藏情況
使用「全國圖書書目資訊網」查詢，到2011年10月11日為止，國立中央圖書館臺灣分館收藏這種雜誌。該雜誌已被中央圖書館臺灣分館製成微捲。

## 當代相關研究
使用「臺灣博碩士論文知識加值系統」、「臺灣文史哲論文集篇目索引系統」、「臺灣期刊論文索引系統」及「全國圖書書目資訊網」查詢，到2011年10月11日為止，還沒有相關研究及評介文字。